# Vibersviller
Vibersviller là một xã trong vùng Grand Est, thuộc tỉnh Moselle, quận Château-Salins, tổng Albestroff. Tọa độ địa lý của xã là 48° 54' vĩ độ bắc, 06° 56' kinh độ đông. Vibersviller có điểm thấp nhất là 216 mét và điểm cao nhất là 266 mét. Xã có diện tích 13,02 km², dân số vào thời điểm 2005 là 444 người; mật độ dân số là 34,7 người/km².

## Thông tin nhân khẩu
| 1962 | 1968 | 1975 | 1982 | 1990 | 1999 |
| ---- | ---- | ---- | ---- | ---- | ---- |
| 416  | 421  | 410  | 411  | 398  | 405  |